# The Neptunes
The Neptunes foi uma dupla de produtores, composta por Pharrell Williams e Chad Hugo. Eles produziram músicas para muitos dos mais famosos e mais bem-sucedidos artistas americanos de hip hop do R&B e do pop dos anos 2000, tendo dominado principalmente a primeira metade da década. Já produziram êxitos como "Hollaback Girl" (2005), de Gwen Stefani, ou "I'm a Slave 4 U" (2001), de Britney Spears.
O primeiro single produzido pela dupla foi "Use Your Heart", do grupo SWV, e saiu em 1996. O último ano em que froam lançados temas produzidos pela dupla foi 2022. singles produzidos pelos The Neptunes alcançaram a liderança da Billboard Hot 100: "Hot in Herre" (2002), de Nelly, "Drop It Like It's Hot" (2004), de Snoop Dogg com Pharrell, "Hollaback Girl", de Gwen Stefani, "Money Maker" (2006), de Ludacris com Pharrell. No tabela de singles do Reino Unido, o CD-single "My Place"/"Flap Your Wings", de Nelly, chegou ao n.º 1, sendo que "Flap Your Wings" conta com a produção dos The Neptunes.
The Neptunes assumiram a íntegra da produção de três álbuns da dupla de hip hop Clipse (Exclusive Audio Footage, de 1999, Lord Willin', de 2002, e Hell Hath No Fury, de 2006), de dois álbuns da cantora Kelis (Kaleidoscope, de 1999, e Wanderland, de 2001) e de quatro álbuns da banda da qual Pharrell e Chad Hugo faziam parte, N.E.R.D (In Search Of..., de 2001, Fly or Die, de 2004, Seeing Sounds, de 2008, e Nothing, de 2010).
Em 2003, The Neptunes Present... Clones, um álbum compilatório de 18 faixas produzidas pelos The Neptunes, chegou ao nº 1 da Billboard 200. O segundo single do álbum, "Frontin'", um tema cantado por Pharrell e com a participação de Jay Z, tornou-se um sucesso, chegando ao n.º 5 da Billboard Hot 100 e o n.º 6 da tabela de singles britânica.
Em 2004, os The Neptunes venceram o Grammy Award de Produtor Não-clássico do Ano. 
1. ↑  Diaz, Angel (12 de setembro de 2024). «Pharrell Says He & Former Neptunes Partner Chad Hugo Are No Longer on Speaking Terms» [Pharrell Afirma Que Ele e Seu Antigo Parceiro do The Neptunes  Chad Hugo Já Não Se Falam]. Billboard (em inglês). Consultado em 27 de setembro de 2024